# Liao Qiuyun
Liao Qiuyun (kinesiska: 廖秋云), född 13 juli 1995, är en kinesisk tyngdlyftare.

## Karriär
I juli 2021 vid OS i Tokyo tog Qiuyun silver i 55-kilosklassen efter att ha lyft totalt 223 kg.